# Perth International Golf Championship 2012
Het Perth International Golf Championship van 2012 is een nieuw golftoernooi, dat meetelt voor de Australaziatische PGA Tour en de Europese PGA Tour. Het wordt op de Lake Karrinyup Country Club gespeeld van 18-21 oktober. Hoewel het toernooi werd aangekondigd als het Perth International Golf Kampioenschap, is de naam inmiddels gewijzigd in ISPS Handa Perth International. Het prijzengeld voor deze eerste editie is vastgesteld op US$ 2.000.000.
Het is in 2012 het enige golftoernooi in Australië dat ook meetelt voor de Europese Tour. Het is in 2012 tevens het eerste toernooi van de Europese Tour dat in het najaar buiten Europa gespeeld wordt, hierna volgen nog toernooien in China, Singapore en Hong Kong, waarna het seizoen wordt afgesloten met het World Tour Championship in Dubai.

## Verslag
De par van de baan is 72.
Het is in Perth zes uur later dan CET.

#### Ronde 1
Paul Casey heeft een aantal blessures gehad sinds het ongeluk met zijn snowboard vorige winter, waarbij zijn schouder uit de kom schoot, maar hij lijkt goed hersteld te zijn. Hij gaf zichzelf veel birdiekansen en incasseerde er vijf. Alejandro Cañizares en Michael Hendry begonnen met een mooie ronde van -7, gevolgd door Emiliano Grillo met -6. 

#### Ronde 2
Casey had een teleurstellende tweede ronde, maar de 20-jarige rookie Emiliano Grillo maakte een ronde van -5, inclusief twee eagles en twee bogeys, en nam de leiding over. Cañizares startte op hole 10 en stond na drie holes al op +3. Hij herstelde zich redelijk en eindigde toch nog op de 4de plaats, ook omdat er weinig goede scores van andere spelers binnen kwamen. 

#### Ronde 3
Shriverer speelde een slechte ronde en zakte 14 plaatsen, maar de rest van de kopgroep staat nog bovenaan. Bo Van Pelt maakte op de laatste green een putt van 20 meter en kwam daarmee aan de leiding, Jason Dufner scoorde ook 67 en kwam op de 2de plaats, gevolgd door Emiliano Grillo, de leider van ronde 2.

#### Ronde 4
Bo Van Pelt sloot het toernooi af met een ronde van 68 en behaalde de eerste overwinning op de Europese Tour. Hij steeg op de wereldranglijst naar nummer 23. Dufner bleef op de 2de plaats staan en Cañizares klom met een laatste ronde van 68 naar de 3de plaats.
- Leaderboard

| Naam                | Score R1 | Score R1 | Nr  | Score R2 | Score R2 | Totaal | Nr  | Score R3 | Score R3 | Totaal | Nr  | Score R4 | Score R4 | Totaal | Nr  |
| ------------------- | -------- | -------- | --- | -------- | -------- | ------ | --- | -------- | -------- | ------ | --- | -------- | -------- | ------ | --- |
| Bo Van Pelt         | 70       | -2       | T18 | 67       | -5       | -7     | T2  | 67       | -5       | -12    | 1   | 68       | -4       | -16    | 1   |
| Jason Dufner        | 71       | -1       | T29 | 67       | -5       | -6     | T4  | 67       | -5       | -11    | 2   | 69       | -3       | -14    | 2   |
| Alejandro Cañizares | 65       | -7       | T1  | 73       | +1       | -6     | T4  | 71       | -1       | -7     | T4  | 68       | -4       | -11    | 3   |
| Michael Hendry      | 65       | -7       | T1  | 73       | +1       | -6     | T4  | 72       | par      | -6     | T6  | 69       | -3       | -9     | 4   |
| Emiliano Grillo     | 66       | -6       | 3   | 67       | -5       | -11    | 1   | 73       | +1       | -10    | 3   | 74       | +2       | -8     | T5  |
| David Howell        | 71       | -1       | T29 | 68       | -4       | -5     | T8  | 70       | -2       | -7     | T4  | 71       | -1       | -8     | T5  |
| Paul Casey          | 67       | -5       | 4   | 75       | +3       | -2     | T23 | 71       | -1       | -3     | T16 | 67       | -5       | -8     | T5  |
| Jason Shrivener     | 68       | -4       | T6  | 69       | -3       | -7     | T2  | 76       | +4       | -3     | T16 | 73       | +1       | -2     | T19 |

| Leider | , | Toernooirecord | , MC = missed cut = cut gemist, DQ = disqualified |

## Spelers
Robert-Jan Derksen en Maarten Lafeber deden achteraf niet mee.
| Europese rangorde - Matthew Baldwin - Richard Bland - Knut Børsheim - Gary Boyd - Markus Brier - Mark Brown - Alejandro Cañizares - Paul Casey - Federico Colombo - Peter Cooke - Rhys Davies - Carlos Del Moral - Daniel Denison - Andrew Dodt - Edouard Dubois - Jason Dufner - Johan Edfors - Tommy Fleetwood - Oscar Florén - Alastair Forsyth - Lorenzo Gagli - Ignacio Garrido - Emiliano Grillo - Peter Hedblom - David Howell - Mikko Ilonen - Scott Jamieson - Jin Jeong - Andrew Johnston - James Kingston - Joakim Lagergren - José Manuel Lara - Craig Lee - Sam Little - Mikael Lundberg - Gareth Maybin - Edoardo Molinari - Jamie Moul - George Murray - Thomas Nørret - Andrea Pavan - Thomas Petersson - Brett Rumford - Charl Schwartzel - Scott Strange - Andy Sullivan - Steve Webster - Oliver Wilson - Matthew Zions | Australaziatische rangorde - Scott Arnold - Matthew Ballard - Rika Batibasaga - Adam Bland - Rohan Blizard - David Brandson - Anthony Brown - Mitchell Brown - Marcus Cain - Kurt Carlson - James Carr - Peter Cooke - Adam Crawford - Nick Cullen - Michael Curtain - Stephen Dartnall - Leigh Deagan - Jason Dufner - Ian Esson - Andrew Evans - Michael Foster - Daniel Fox - Josh Geary - Matthew Giles - Matthew Griffin - Matthew Guyatt - Ashley Hall - Ryan Haller - Craig Hancock - Craig Hasthorpe - Michael Hendry - Doug Holloway - Jin Jeong - Steven Jones - Andrew Kelly - Tristan Lambert - Scott Laycock - Stephen Leaney - Michael Long - Ryan Lynch - Andrew Martin - Max McCardle - Brent McCullough - Leigh McKechnie - David McKemdrick - David McKenzie - James McLean - Matthew Millar - Kristopher Mueck - Brody Ninyette - Peter Nolan - Jason Norris | - Peter O'Malley - Nathan Park - Craig Parry - Mahal Pearce - Terry Pilkadaris - Daniel Popovic - Kieran Pratt - Brett Rankin - Heath Reed - Clint Rice - Hamish Robertson - Jason Scrivener - Brad Shilton - Paul Spargo - Andre Stolz - Anthony Summers - Aaron Sownsend - Andrew Tschudin - Bo Van Pelt - John Wade - Ben Wharton - Peter Wilson - Tim Wood - Christopher Wood - Michael Wright - Josh Younger - Pieter Zwart Invitaties - Robert Coles - Matt Jager - Rick Kulacz - Wade Ormsby - Kim Felton - Greg Chalmers - Ben Campbell Amateur - Oliver Goss |

2012 · 2013 · 2014